# Bình Dương, Hòa An
Bình Dương là một xã thuộc huyện Hòa An, tỉnh Cao Bằng, Việt Nam.

## Địa lý
Xã Bình Dương nằm ở phía nam huyện Hòa An, có vị trí địa lý:
- Phía đông giáp xã Bạch Đằng
- Phía tây và phía nam giáp huyện Nguyên Bình
- Phía bắc giáp xã Hoàng Tung.

Xã Bình Dương có diện tích 33,10 km², dân số năm 2019 là 1.283 người, mật độ dân số đạt 39 người/km².
Trên địa bàn xã có núi Là Nìn, có sông Hiến chảy qua khu vực phía nam. Điểm du lịch Khuổi Lái được xây dựng trên địa phận của xã.

## Hành chính
Xã Bình Dương được chia thành 8 xóm: Bó Mỵ, Khuổi Rỳ, Khuổi Lầy, Nà Niển, Nà Phung, Nà Vường, Nà Hoan, Thin Tẳng.